# Wilson (Contea di St. Croix, Wisconsin)
Wilson è un villaggio degli Stati Uniti d'America, situato in Wisconsin, nella contea di St. Croix.